# Shijing, Lianjiang
Shijing (kinesiska: 石颈) är en köping i sydöstra Kina. Den ligger i Lianjiang i staden Zhanjiang i provinsen Guangdong, omkring 370 kilometer sydväst om provinshuvudstaden Guangzhou. Antalet invånare är 42 693. Befolkningen består av 19 636 kvinnor och 23 057 män. Barn under 15 år utgör 28,0 %, vuxna 15-64 år 62 %, och äldre över 65 år 9,0 %.